# CA 19-9
Das Carbohydrat-Antigen 19-9 (CA 19-9) ist ein in der Onkologie als Tumormarker verwendetes Glykoprotein, dessen Halbwertszeit 4 bis 8 Tage beträgt. Sein laborchemischer Nachweis erfolgt mittels Immunassay (Normwert abhängig vom Assay < 37–40 kU/l). Die maximale erreichbare diagnostische Empfindlichkeit liegt bei 95 %. Das Vorhandensein von CA 19-9 ist an die Trägerschaft der Lewis-Blutgruppe gebunden. Menschen, die die Blutgruppe Lewis negativ (a-/b-) besitzen (in Mitteleuropa etwa 3–10 % der Bevölkerung) exprimieren kein CA 19-9.

## Biochemie
Chemisch ist CA 19-9 ein Glykolipid (Monosialogangliosid). Bei Lewis (a/b)-positiven Personen kommt es physiologischerweise im Serum vor und ist teilweise in sehr hoher Konzentration in Sekreten von Schleimhautzellen (Muttermilch, Sputum, Bronchialschleim, Samenflüssigkeit, Magensaft, Urin …) und in geringer Konzentration auch im Blutserum/-plasma zu finden. Erst wenn die Konzentration im Serum den oberen Referenzwert von etwa 30–40 U/ml  überschreitet, sollten ggf. weitere diagnostische Maßnahmen eingeleitet werden.

## Differentialdiagnose
Die höchste Sensitivität hat das CA 19-9 beim Pankreaskarzinom (bei Pankreaskarzinomen mit einem Durchmesser von < 3 cm ist der Marker in etwa 50 % der Fälle positiv und bei einem Tumordurchmesser von > 3 cm in etwa 85–90 %). Beim Pankreaskarzinom korreliert die Höhe des Tumormarkers mit der Tumorgröße.
Bei folgenden anderen Tumorerkrankungen finden sich gelegentlich Erhöhungen des CA 19-9-Spiegels im Serum:
- Gallengangskarzinom (≈70 %)
- Magenkarzinom (≈40 %)
- Darmkrebs (≈35 %)

Nichtmaligne Erkrankungen, die zu einer Erhöhung des CA 19-9-Spiegels führen können, sind:
- Pankreatitis
- Erkrankungen der Gallenwege, Cholestase (Gallestau)
- Lebererkrankungen
- Nikotinabusus

## Klinische Anwendung
Die Messung des CA 19-9 dient bei Tumoren (sofern sein Spiegel vor der Behandlung erhöht war) zur Therapie- und Verlaufskontrolle. Das CA 50 erbringt die gleiche Aussage wie das CA 19-9, bringt jedoch demgegenüber keine Vorteile. Gemäß den Richtlinien der European Group on Tumor Markers (EGTM) sollte CA 19-9 bevorzugt werden.